# Joan Busquets Queralt
Joan Busquets Queralt (Valls, 1909 - Tarragona, 1940) fue un sindicalista y político anarquista de Cataluña, España.
Miembro del Sindicato Agrícola de Valls, con la proclamación de la Segunda República en 1931 se incorporó al Sindicato de Trabajadores del Campo, vinculado a la Confederación Nacional de Trabajadores (CNT). Presidió la Sociedad Agrícola local hasta bien entrada la Guerra Civil, en 1938. Fue concejal de Valls durante el conflicto. Desarrolló una intensa labor en la formación de la cooperativa agrícola local que permitió mantener las tierras productivas y dignificar el trabajo de los campesinos locales. Casi al final de la guerra fue llamado a filas, siendo detenido por las tropas franquistas en Cardona.
Denunciado por trece vecinos de la localidad, entre los que se encontraban el alcalde nombrado por las tropas ocupantes, miembros de falange y propietarios de tierras que se sentían perjudicados por la cooperativa local, seis de ellos mantuvieron que Joan Busquets había participado en el comité antifascista de Valls que había cometido diversos crímenes en la retaguardia republicana. A pesar de que los seis denunciantes fueron declarados perjuros por el propio consejo de guerra que lo juzgó, fue condenado a muerte y ejecutado en Tarragona. Los perjuros nunca fueron juzgados.